# Духовидець
Духовидець (нім. Der Geisterseher – Aus den Papieren des Grafen von O) — це роман Фрідріха Шиллера. Вперше книга була опублікована кількома частинами з 1787 по 1789 рік у журналі «Thalia», а пізніше вже як окрема тритомна книга.  

## Сюжет
У творі автор подає оповідь від першої особи Графа фон О (Графа О). Він описує історію німецького принца, який відвідує Венецію під час карнавалу. Граф підкреслює, що ця історія може здатися неймовірною, але він бачив її на власні очі. Крім того, він говорить про свою незацікавленість в обмані громадськості, оскільки «у той час, коли ці сторінки з’являться у світі, я не буду ні вигравати, ні програвати за наведеною версією».

## Літературне значення
Структурно та стилістично це не окреме оповідання, а розповідь про єзуїтське таємне товариство, яке намагається обернути німецького принца-протестанта в католицизм і повернути його на трон додому, щоб зміцнити власну владу. Описуючи долю принца, Шиллер показує його як ключ до конфлікту між пристрастю та мораллю, пристрастю та обов’язком.
Уривки твору про релігійну та історичну філософію показують ідеали Просвітництва Шиллера з його критикою релігії та суспільства на передньому плані, хоча більш глибоке дослідження Іммануїла Канта мало вийти пізніше. Через повільне написання роману та антипатію автора до нього він не був спланований від початку до кінця, а його стиль і структура неоднорідні, починаючи від риторичної прози, закінчуючи театральною прозою, популярними діалогами готичної фантастики та діалогами, що нагадують Дон Карлоса.
Хоча книга залишилася незавершеною, її аудиторія була найбільшою серед усіх праць Шиллера за його життя. Читацьку аудиторію привернули його елементи, характерні для готичного роману, такі як некромантія, спіритуалізм і змови. Вважається, що на створення роману автора міг надихнути Йоганн Георг Шрьопфер.
Перший англійський переклад з'явився в 1800 році під назвою «The Armenian». У 1922 році романіст жахів Ганнс Гайнц Юерс завершив роман «Духовидець», однак ця версія не була добре сприйнята літературними критиками.